# Valentina Petrillo
Valentina Petrillo (née le 2 octobre 1973) est une athlète paralympique italienne qui participe aux épreuves de sprint sur 100, 200 et 400 m dans la catégorie T12 pour les malvoyants.
Petrillo est la première femme transgenre à participer à un championnat international de para-athlétisme féminin. Elle participe aux Jeux paralympiques de Paris 2024.

## Biographie
Petrillo (née Fabrizio) voit le jour à Naples le 2 octobre 1973 et commence à pratiquer l'athlétisme dès son plus jeune âge. La maladie de Stargardt lui fait perdre progressivement la vue à partir de l'âge de 14 ans,.

### Carrière de cécifoot
Peu après avoir terminé ses études d'informatique à Bologne, Petrillo rejoint l'équipe nationale italienne de cécifoot,. Elle est développeuse informatique en parallèle de sa carrière sportive.

### Athlétisme chez les hommes
À l'âge de 41 ans, Petrillo reprend l'athlétisme et remporte 11 titres nationaux dans la catégorie hommes,. Sur 400 m, en juillet 2018, elle signe un temps de 56 s 67.
Catholique et pratiquante, elle fait bénir ses pointes par un prêtre avant de concourir avec. Avant chaque course, elle revoit la finale du 200 m de Pietro Mennea aux Jeux olympiques de 1980 et écoute la chanson Born to Run de Bruce Springsteen.

### Athlétisme chez les femmes
Fin 2018, elle annonce à sa femme et à son fils être transgenre. En 2019, à 45 ans, elle entame un processus de transition de genre,,.
Petrillo concourt pour la première fois dans la catégorie féminine aux Championnats italiens de para-athlétisme (it) le 11 septembre 2020. C'est la première fois qu'une personne transgenre est autorisée à participer à une épreuve de para-athlétisme,,. Elle remporte le 100 m, le 200 m et le 400 m en catégorie T12. Des adversaires lancent une pétition auprès du Comité international olympique.
À partir de 2020, elle concourt officiellement dans la catégorie féminine,,, et le 25 avril 2021, elle établit un nouveau record national sur le 400 m classe T13, amélioré en juin de la même année. Le 22 mars 2021, elle établit un autre nouveau record, cette fois sur 200 m T12. Petrillo représente l'Italie aux Championnats d'Europe de para-athlétisme de 2021, et se classe 5e.
La justice italienne la reconnaît comme femme et confirme son autorisation de concourir avec les femmes en novembre 2022.
En juillet 2023, à Paris, elle remporte le bronze au 200 m et au 400 m en classe T12.
En août 2024, à Paris, elle est la première athlète transgenre à participer aux Jeux paralympiques,, ces derniers s'appuyant sur l'état civil du pays de nationalité sportive, contrairement à World Athletics qui bannit les femmes transgenres de ses épreuves en mars 2023. Elle explique que l'hormonothérapie lui a fait prendre du poids et perdre en vitesse de récupération, montrant que son temps de qualification est désormais de 58 s 33, près de deux secondes plus lent qu'avant sa transition.

## Documentaire
L'histoire de Petrillo est racontée dans un documentaire intitulé Cinq Nanomoles : Le Rêve olympique d'une femme transgenre.